# Yangsan
Yangsan est une ville de la Corée du Sud, dans la province du Gyeongsang du Sud.

## Personnalités liées à la commune
- Goh Young-joon (2001-), footballeur sud-coréen né à Yangsan.